# 東京東信用金庫
東京東信用金庫（とうきょうひがししんようきんこ、英語: The Tokyo Higashi Shinkin Bank）は、東京都墨田区に本店を置く信用金庫である。通称は、ひがしん。東京都区部東側と埼玉県南東部、千葉県西部に店舗網を持つ。

## 概要
1999年1月に、東武信用金庫、中央信用金庫、協和信用金庫、大東信用金庫の合併により発足した。
様々な大学や独立行政法人などと連携協定を結び、取引先企業と橋渡しする産学官金連携に取り組んでいる。

## 沿革
- 1945年（昭和20年）12月15日 - 寺島町信用組合、吾嬬町信用組合及び亀戸町信用組合が合併し、東武信用組合設立。
- 1951年（昭和26年）10月20日 - 東武信用金庫に改組。
- 1993年（平成5年）4月5日 - 三光信用金庫（本店：東京都墨田区）と合併。
- 1999年（平成11年）1月4日 - 東武信用金庫を存続金庫として、中央信用金庫（本店：東京都墨田区）、大東信用金庫（本店：東京都墨田区）、協和信用金庫（本店：東京都江東区）と合併するとともに、東京東信用金庫に名称変更。
- 2002年（平成14年）
  - 6月17日 - 船橋信用金庫の事業譲受[3]。
  - 9月17日 - 永代信用組合の事業譲受。
- 2003年（平成15年）7月22日 - 小岩信用金庫（本店：東京都江戸川区）と合併。